# Hymenolepis diminuta
Hymenolepis diminuta, cũng được biết đến như Sán dây chuột, là một loài Hymenolepis. Nó có trứng và proglottids lớn hơn H. nana và lây nhiễm động vật có vú sử dụng côn trùng như vật chủ trung gian. Cấu trúc lớn dài 20–60 cm và proglottid trưởng thành tương tự như của H. nana, ngoại trừ nó lớn hơn.
H. diminuta phổ biến trên toàn thế giới, nhưng chỉ có vài trăm trường hợp người đã được báo cáo. Một số ca đã từng được báo cáo ở Úc, Hoa Kỳ, Tây Ban Nha, và Ý. Ở các nước như Malaysia, Thái Lan, Jamaica, Indonesia, tỷ lệ cao hơn.